# Publi Semproni Tudità
Publi Semproni Tudità (llatí: Publius Sempronius Tuditanus) va ser un magistrat romà que va tenir activitat durant el segle iii aC. Formava part de la gens Semprònia i era de la família dels Tudità.
Era tribú militar a la batalla de Cannes l'any 216 aC i va ser un dels pocs oficials romans que van sobreviure. Després de la batalla es va refugiar a un dels campaments menors on va ser assetjat pels cartaginesos. Tudità va demanar als soldats que agafessin els escuts i el seguissin, però només ho van fer 600 homes que es van obrir camí entre els enemics i van arribar al campament principal. La resta va preferir deixar-se fer presoners pensant que el senat pagaria el rescat. Des d'aquell campament va marxar cap a Canusium on va arribar sa i estalvi. Això va augmentar molt la reputació de Tudità. Mentrestant, el senat a petició del senador Tit Manli Torquat, es va negar a pagar el rescat pels soldats fets presoners, dient que no s'havien de donar diners per uns covards que no van voler afegir-se a Tudità.
Dos anys més tard, el 214 aC era edil curul i el 213 aC pretor, amb Ariminium com a província. Va ocupar la ciutat de Atemum i va continuar en el comandament durant els següents dos anys (212 aC i 211 aC). L'any 209 aC va ser censor amb Marc Corneli Cetege I, tot i que cap dels dos havia arribat al consolat.
L'any 205 aC va ser enviat a Grècia amb títol de procònsol al capdavant d'un exèrcit i una flota, amb el propòsit de fer front a Filip V de Macedònia, amb el que va signar finalment un tractat de pau preliminar que després va ser ratificat pel senat, conegut com a Tractat de Fenice. El senat estava ansiós d'assegurar la pau mentre durava la guerra contra els cartaginesos. En absència va ser escollit el 205 aC cònsol pel 204 aC amb Marc Corneli Cetege, el seu antic col·lega com a censor.
Va exercir el consolat i va rebre la província de Brútium per fer la guerra contra Hanníbal. A la rodalia de Crotona va patir una severa derrota on va perdre de 12.000 homes, però al cap de poc va contraatacar i va derrotar a Anníbal que es va haver de refugiar darrere les muralles de Crotona. Per guanyar aquesta batalla va prometre la construcció d'un temple a la Fortuna Primigenia.
L'any 201 aC va ser un dels tres ambaixadors enviats a Ptolemeu V Epífanes rei d'Egipte.